# Cryptocephalus parvulus
Cryptocephalus parvulus là một loài bọ cánh cứng trong họ Chrysomelidae. Loài này được O.F. Müller miêu tả khoa học năm 1776.